# داریوش کوسوا
داریوش کوسوا (لهستانی: Dariusz Koseła؛ زادهٔ ۱۲ فوریهٔ ۱۹۷۰) بازیکن فوتبال اهل لهستان بود.
از باشگاه‌هایی که در آن بازی کرده‌است می‌توان به باشگاه فوتبال گورنیک زابژه اشاره کرد.
وی در مسابقات کشوری و بین‌المللی در مجموع برندهٔ ۱ مدال نقره شده‌است.